# Villa Comunale
A Villa Comunale Nápoly legkiemelkedőbb parkja. 1780-ban épült IV. Ferdinánd nápolyi király megbízásából a Mergellina városnegyed és a nápolyi óváros között elterülő tengerparti területen. Eredetileg királyi kertnek szánták, ünnepnapokon viszont a város lakossága is látogathatta. 1869-ben nyitották meg hivatalosan a nagyközönség számára. Itt található az 1870-ben épült világhírű Dohrn-akvárium. A tengerparti Via Caracciolót a 20. század elején építették, miután újabb területeket hódítottak vissza a tengertől.

## Díszkútjai
- A Fontana di Castore e Polluce (magyarul Kasztór és Polüdeukész kútja) egy nápolyi díszkút a Via Vanvitelli mentén. 1834 és 1840 között építette Angelo Violani és Tommaso Solari. Nevét a kutat díszítő két klasszikus szobor után kapta.
- A Fontana del Ratto D’Europa (magyarul Európa elrablása) a Piazza Victoria felől érkezve ez a utolsó díszkút, amely a nápolyi közparkot díszíti. A 18. század végén építette Angelo Viva. A kör alakú medence közepén található szoboregyüttes Európát ábrázolja, amint két bika megpróbálja elrabolni és két sellő, akik segítségére sietnek.
- A Fontana della Flora del Belvedere a Piazza Vittoria felől érkezve ez a negyedik díszkút, amely a nápolyi közparkot  díszíti,. Angelo Violani és Tommaso Solari építette 1834 és 1840 között klasszicista stílusban.
- A Fontana della Tazza di Porfido (magyarul A porfírkehely kútja) a Piazza Vittoria felől érkezve ez a harmadik szökőkút, amely a nápolyi közparkot díszíti. A park díszkútjai közül a legrégebbi, a 18. század végén építette Pietro Bianchi. Eredeti díszítése, a Caracalla termáiból származó Farnese-bika ma a nápolyi Nemzeti Régészeti Múzeumban látható. Kerek medencéjének közepén egy lávakő található, melyre négy oroszlán és négy kagyló szobra támaszkodik. Ezek egy porfírkelyhet tartanak, amelyet a salernói katedrálisból hoztak ide. A nápolyi köznyelv a díszkutat „a kiskacsák kútjának” nevezi, ugyanis a díszkút medencéjében egykor gyakran úszkáltak vadkacsák.
- A Fontana di Oreste ed Elettra (magyarul Oresztész és Elektra kútja) a Piazza Victoria felől érkezve ez az ötödik díszkút, amely a nápolyi közparkot díszíti, rögtön a Fontana della Tazza di Porfido után. 1834 és 1840 között építette klasszicista stílusban Tommaso Solari és Angelo Violani, a közpark arculatának megújítása végett.